# Normannische Sauce
Normannische Sauce (französisch sauce normande) ist eine kräftig gewürzte, hell gebundene Sauce aus der Küche der Normandie. Sie wird vorwiegend zu Fisch, in einer Variante auch zu Fleisch und Gemüse serviert.

## Herkunft
Zur Zubereitung von normannischer Sauce für Fisch wird zunächst eine Samtsauce aus heller Mehlschwitze und einem Fischfond, der mit Zwiebeln oder Schalotten, Thymian, Lorbeer, Salz, Pfeffer und Cidre gekocht wurde, hergestellt. Ergänzt wird diese Sauce mit Champignonfond (Brühe aus Champignons), Austernwasser (in dem Austern gegart wurden) und Zitronensaft. Nach dem Passieren werden Eidotter, Sahne und Butter untergeschlagen, bis eine gleichmäßige Creme entsteht. Je nach Rezept werden Zwiebeln, Kräuter, Cidre, Austernwasser und Zitronensaft auch weggelassen, wodurch die Sauce milder wird. 
Für die einfachere Variante zu Fleisch und Gemüse werden Zwiebeln oder Schalotten feingehackt in Butter goldgelb angedünstet, mit Mehl und weiterer Butter zu einer hellen Mehlschwitze verarbeitet und mit Cidre verkocht. Dann wird Butter untergeschlagen und mit Muskat oder Zimt, Salz und Pfeffer gewürzt. Schließlich werden noch Sahne und Zitronensaft hinzugegeben.